# Gran Vía (Bilbau)

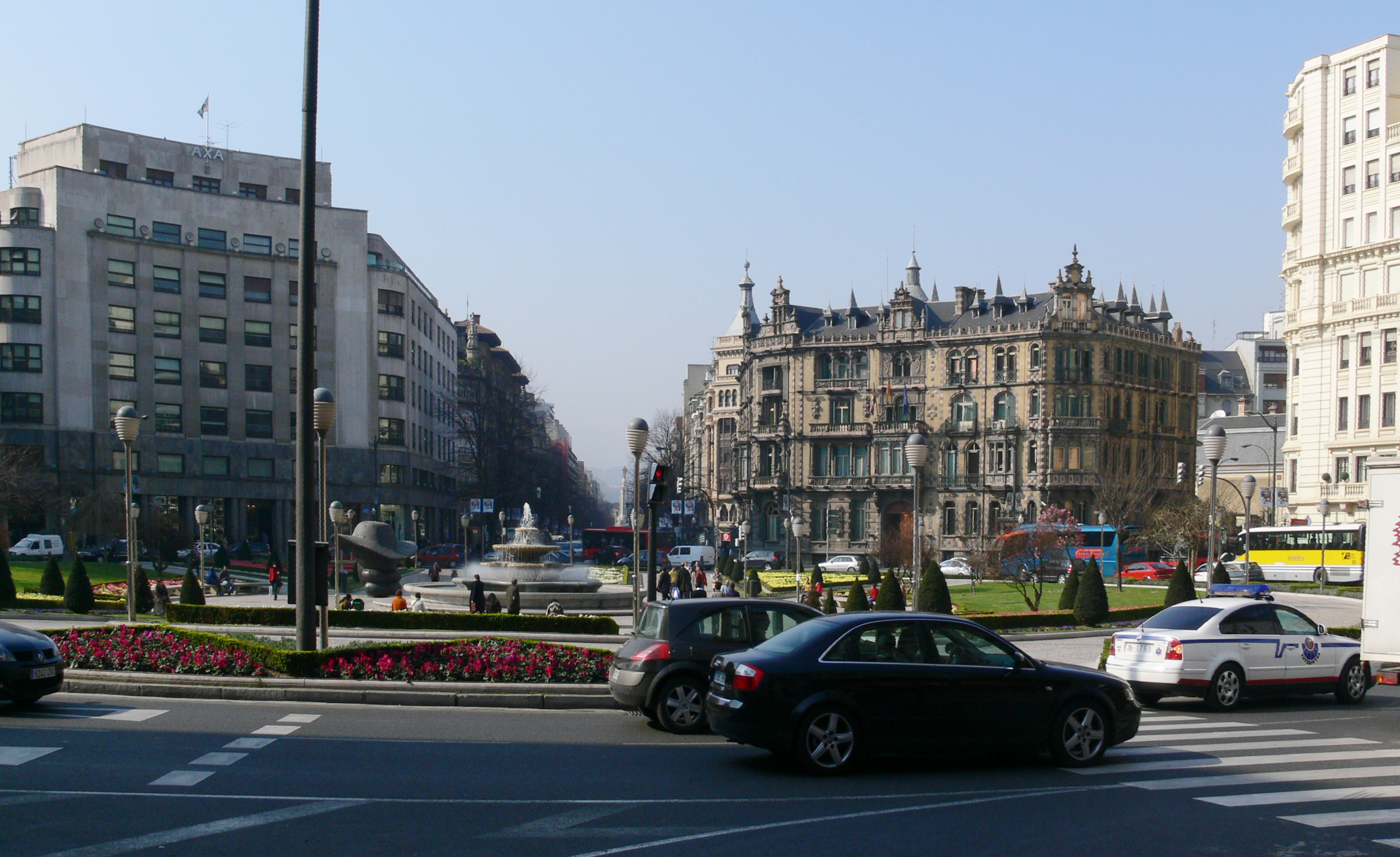
A Praça Federico Moyúa (Praça Elíptica), com o Palácio Chávarri em frente

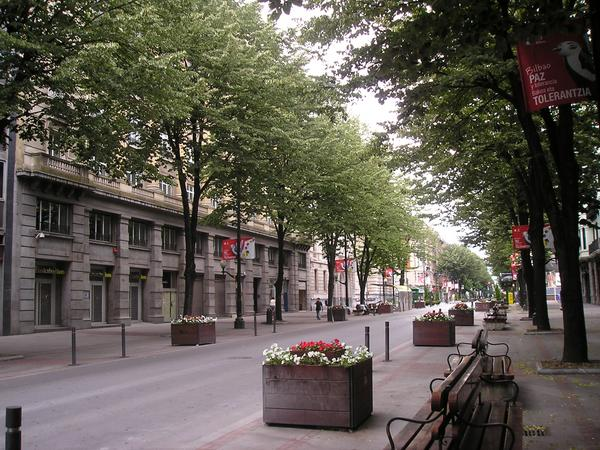

A Gran Vía Don Diego López de Haro (em basco: On Diego Lopez Haroko kale nagusia), conhecida popularmente como Gran Vía, é uma das principais avenidas da cidade de Bilbau, no norte de Espanha. É o centro comercial e financeiro da capital da Biscaia, onde se encontram muitos estabelecimentos comerciais, instituições públicas e entidades bancárias.
Foi batizada em honra de Diego López V de Haro, o senhor da Biscaia, que fundou Bilbau em 1300. Foi projetada no âmbito dos planos de renovação urbanística do Ensanche de Bilbau. O projeto foi apresentado em 1876 pelo arquiteto Severino Achúcarro e os engenheiros de caminhos, canais e portos Pablo de Alzola e Ernesto de Hoffmeyer e foi construída sobre a antiga anteiglesia de Abando.

## Características
A avenida tem 1,5 km de comprimento e 50 metros de largura. O seu percurso começa na Praça Circular (antiga Praça de Espanha) e dirige-se para noroeste, em direção aos campos de São Mamede (San Mamés), terminando na Praça do Sagrado Coração. Antes do meio do seu percurso, a cerca de 600 m da Praça do Sagrado Coração e a 800 m da Praça Circular encontra-se a Praça Elíptica (Praça Federico Moyúa), o centro neurálgico do Ensanche de Bilbau.
Na avenida encontram-se alguns dos edifícios residenciais, comerciais, públicos e empresariais mais importantes de Bilbau, como a sede do Banco Bilbao Vizcaya Argentaria na Praça Circular, o El Corte Inglés, o edifício Sota no nº 45, a casa Lezama-Leguizamón entre a avenida e o Parque de Doña Casilda, o Hotel Carlton e o Palácio Chávarri (atual delegação do governo espanhol) na Praça Moyúa, ou o Palácio da Deputação Foral de Biscaia.